# Гаевская
Гаевская — станица в Изобильненском районе (городском округе) Ставропольского края Российской Федерации.

## География
Станица расположена в степной зоне на берегах запруженной балки в бассейне реки Егорлык, в 11 км к северу центра сельского поселения — посёлка Передовой.
Расстояние до краевого центра: 68 км.
Расстояние до районного центра: 27 км.

## История
Станица возникла как хутор Гущинский на землях станицы Новотроицкой.
В 1916 году хутор получает статус станицы и название Николаевско-Романовская, в честь великого князя Николая Николаевича Романова. 
В 1926 г. станица переименована в Гаевскую, в честь комбрига  25-й Железной дивизии - Гая.
С 23 июня 2014 года жители станицы обеспечены качественной питьевой водой из Новотроицкого водохранилища. До этого почти 40 лет водоснабжение станичников обеспечивалось за счет подачи технической воды по линии мелиорации.
До 2017 года станица входила в упразднённый Передовой сельсовет.

## Население
| 1832 | 1855  | 1861 | 1864 | 1869 | 1874 | 1882 |
| ---- | ----- | ---- | ---- | ---- | ---- | ---- |
| 76   | ↗435  | ↘394 | ↘267 | ↗329 | ↗436 | ↗515 |
| 1896 | 1916  | 1989 | 2002 | 2010 | 2014 |      |
| ↗822 | ↗1268 | ↘435 | ↘409 | ↘388 | ↘300 |      |

По данным переписи 2002 года, 92 % населения — русские.

## Инфраструктура
В селе имеются Дом культуры, библиотека № 19, фельдшерско-акушерский пункт.
Уличная сеть насчитывает 6 улиц (Красная, Краснофлотская, Кубанская, Октябрьская, Победы и Пролетарская).
Примерно в 1,5 км на северо-запад от здания Дома Культуры (улица Красная, 32а) расположено общественное открытое кладбище № 3 (площадь участка 13 743 м²).

## Транспорт
Общественного транспорта с другими населёнными пунктами района и райцентром нет. 
Остановочный пункт Гаевский расположен на железнодорожной ветке Передовая — Красная Гвардия.